# The Embarrassment of Riches
The Embarrassment of Riches: una interpretación de la cultura holandesa en la Época dorada es un libro por historiador Simon Schama publicó en 1987.

## Resumen
Schama Cita materiales de fuente global para ofrecer una visión general sistemática de la cultura de Época dorada holandesa. Fuentes de periodo incluyen libros de emblema, historias y novelas, recetarios, descubrimientos científicos, archivos de bancarrota, trabajos religiosos, arte, educación y descripciones de rituales culturales.

## Crítica
Susan Buck-Morss critica Schama para su "historia nacional selectiva" de la República holandesa, "aquello omite mucho o todo de la historia colonizadora."[1] "Uno no tendría ninguna idea que hegemonía holandesa en el comercio de esclavo que—reemplaza España y Portugal como jugadores importantes—contribuyeron sustancialmente al enormes sobrecargar de riqueza que  describe tan deviniendo tan socialmente y moralmente problemático durante el siglo de holandés centrality al "comercio del mundo."
Herman Pleij, un profesor de literatura holandesa Medieval escribió La Vergüenza holandesa en respuesta.

## Footnotes
1. ↑  Buck-Morss, 2000, pp. 821–865.
2. ↑  Pleij, 1991.